# 拉福克斯

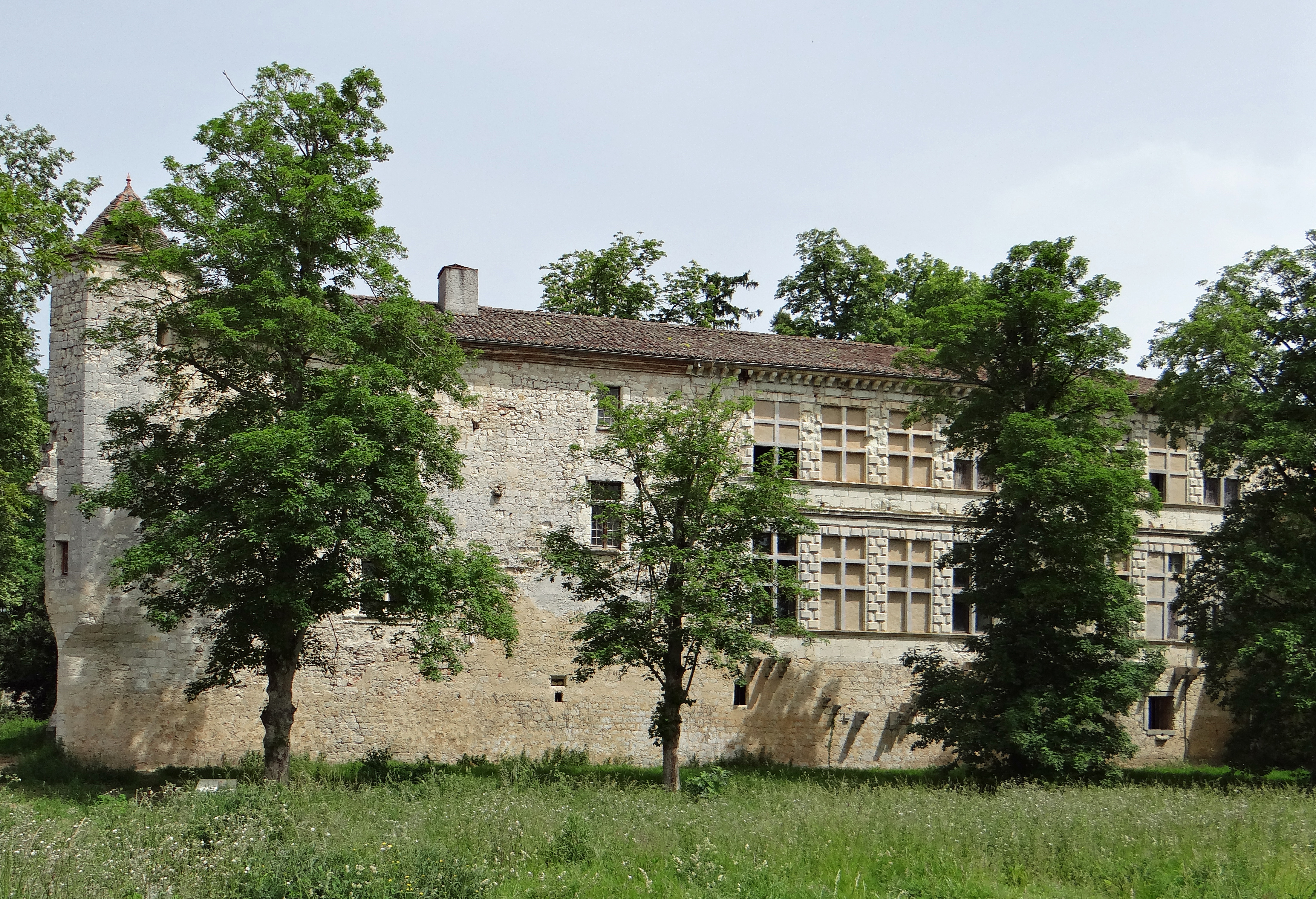
拉福克斯城堡

拉福克斯（法語：Lafox）是法国洛特-加龙省的一个市镇，位于该省东南部，加龙河右岸，属于阿让区和阿让城市圈公共社区。该市镇总面积5.23 平方千米，海拔在45至146米之间，2022年1月1日年时的人口为1,079人。

## 行政区划
拉福克斯的邮政编码为47240，市镇编码为47128。

## 交通
洛特-加龙省省道D16线和D813线在拉福克斯境内交汇。

## 人口
拉福克斯人口变化图示

## 友好城市
- 義大利 泰廖威尼托